# Sohren
Sohren est une municipalité du Verbandsgemeinde Kirchberg, dans l'arrondissement de Rhin-Hunsrück, en Rhénanie-Palatinat, dans l'ouest de l'Allemagne.

## Jumelage
- Middelkerke, Flandre-Occidentale, Belgique

## Références

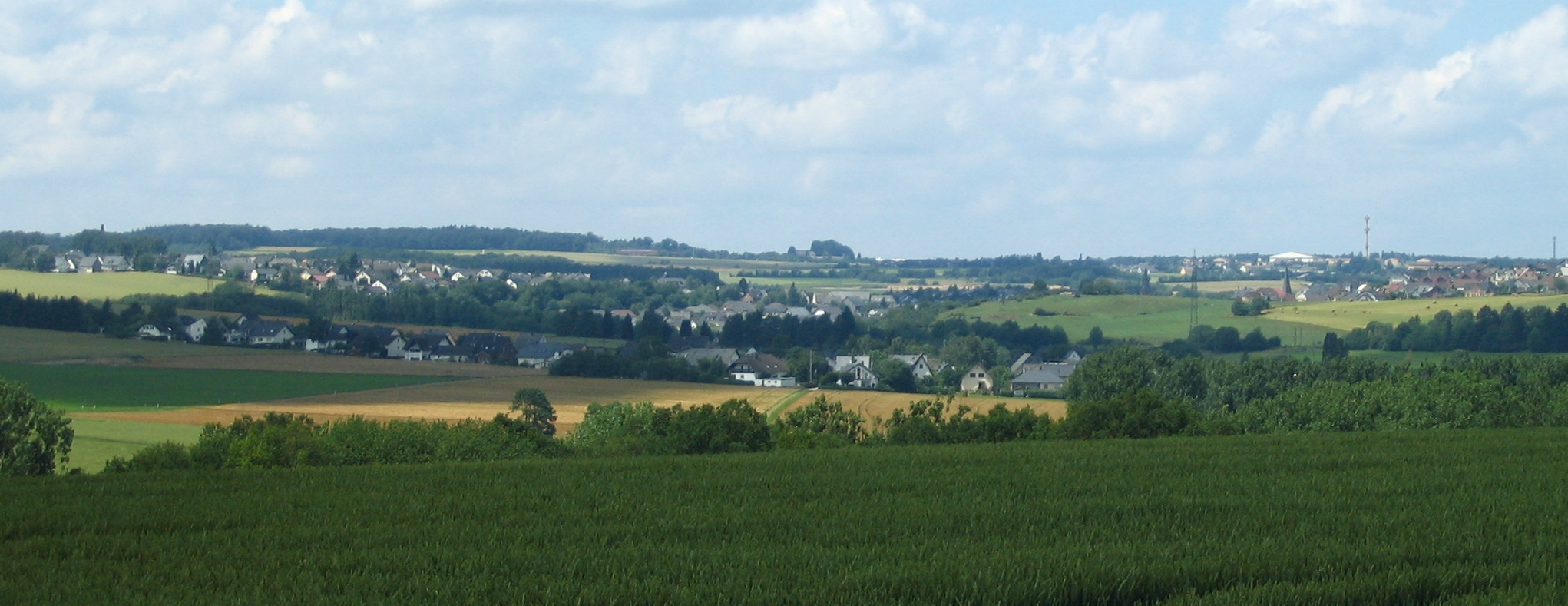
Village de Sohren
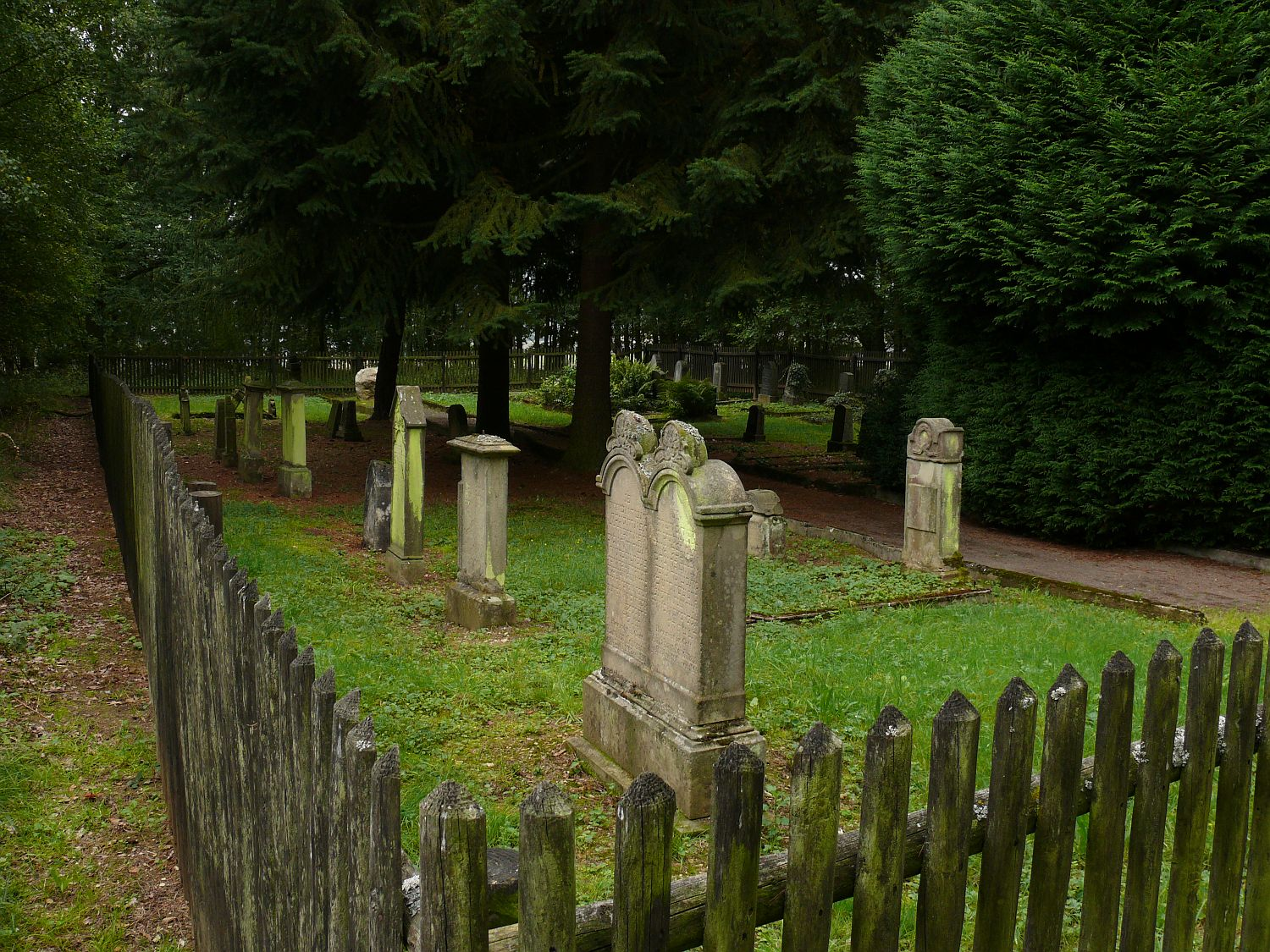
Cimetière juif